# Loxophlebia semiaurantia
Loxophlebia semiaurantia là một loài bướm đêm thuộc phân họ Arctiinae, họ Erebidae.